# Acanthodactylus nilsoni
Espèce
Statut de conservation UICN

 DD  : Données insuffisantes
Acanthodactylus nilsoni est une espèce de sauriens de la famille des Lacertidae.

## Répartition
Cette espèce est endémique de la province de Kermanshah en Iran.

## Description
Acanthodactylus nilsoni mesure environ 240 mm dont 165 mm pour la queue. Le dessus de sa tête est brun olivâtre. Son dos est brun grisâtre avec six à huit bandes sombres interrompues. Sa queue est brun gris clair. Son ventre est blanchâtre.

## Étymologie
Cette espèce est nommée en l'honneur de Göran Nilson pour sa contribution à l'étude de l'herpétofaune de l'Iran.

## Publication originale
- Rastegar-Pouyani, 1998 : A new species of Acanthodactylus (Sauria: Lacertidae) from Qasr-e-Shirin, Kermanshah Province, western Iran. Proceedings of the California Academy of Sciences, vol. 50, no 9, p. 257-265 (texte intégral).